# Múspellsmegir
I Múspellsmegir ("figli di Muspell" in norreno, oppure anche Muspells synir, o Muspells lýðir) sono una delle razze di giganti della mitologia norrena, più precisamente sono i giganti di fuoco.
Si dice che proverranno dal Múspellsheimr, il regno infuocato di Muspell, che sta nel Sud del Mondo, e giungeranno al seguito del gigante del fuoco Surtr quando avrà inizio il Ragnarǫk, la fine del mondo. Allora i figli di Muspell cavalcheranno su Bifrǫst, il ponte arcobaleno che unisce terra e cielo, e sotto gli zoccoli delle loro cavalcature Bifrǫst crollerà.

## Nella cultura di massa
- Un boss ricorrente della serie di videogiochi Boktai è un Golem chiamato Muspell, che viene affrontato all'interno di un vulcano.
- Surt e i giganti di fuoco compaiono nella serie letteraria Magnus Chase e gli dei di Asgard.
- Nel gioco per mobile chiamato ""Brave Frontier RPG"" Surt è un'unità evocabile, non che un Boss.